# Konaki-jiji
Konaki jiji é um monstro que pode mudar seu tamanho e seu peso. Ele assume a forma de um pequeno bebê com o rosto horrível de um velho, e se deita à beira da estrada, esperando por uma vítima. Quando um viajante passa e pega o bebê no colo, ele começa a chorar. À medida que ele chora, seu peso e tamanho vão aumentando gradativamente. Finalmente, seu enorme peso esmaga a vítima. Konaki jiji significa “velho que chora como um bebê”.